# 1026

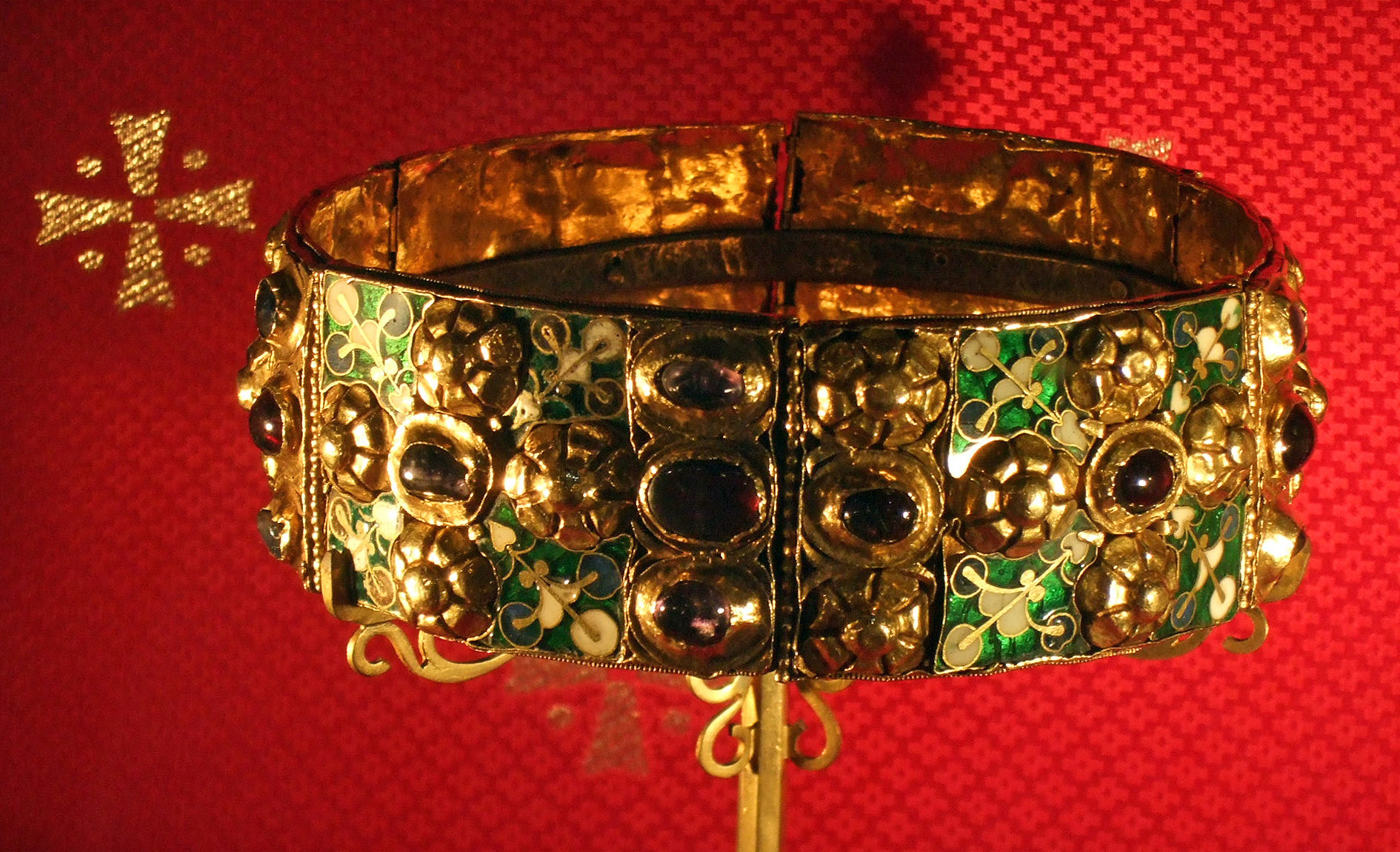
Koenraad II wordt gekroond in Milaan met de IJzeren Kroon als koning van Italië (2008).

Het jaar 1026 is het 26e jaar in de 11e eeuw volgens de christelijke jaartelling.

## Gebeurtenissen

### Europa
- Voorjaar - Koning Koenraad II ("de Saliër") mobiliseert een Duits expeditieleger (versterkt door duizenden gepantserde ridders) en vertrekt naar Italië. Hij belegert Pavia en marcheert naar Milaan, waar hij wordt gekroond met de IJzeren Kroon als heerser van Italië. Hertog Willem V onderweg met een leger naar Italië, besluit afstand te doen van zijn aanspraak op de Lombardische troon en keert terug naar Aquitanië.[1]
- Zomer - Koenraad II ("de Saliër") laat een groot deel van zijn expeditieleger achter voor de belegering van Pavia en marcheert naar Ravenna. Bij aankomst sluit het garnizoen de stadspoort en valt de Duitse bagagetrein aan. Koenraad reorganiseert zijn leger en verovert uiteindelijk Ravenna. De stad wordt geplunderd en de Duitse troepen voeren een bloedige slachting uit onder de Lombardische burgerbevolking.[2]
- Koenraad II ("de Saliër") marcheert naar Pesaro, maar een malaria-uitbraak dwingt hem zich met zijn expeditieleger terug te trekken naar het noorden, richting de Povlakte. Hij annexeert het Markgraafschap Turijn, waar graaf Manfred II Olderik van Turijn, een van de machtigste edelen in Noord-Italië, zich verzet tegen de kroning van Koenraad. Manfred nodigt Willem V uit om de Lombardische troon op te eisen.[3]
- Herfst - Koenraad II ("de Saliër") verovert Pavia na een belegering van bijna 9 maanden. Alleen de tussenkomst van Odilo van Cluny, abt en geestelijk leider van de Orde van Cluny, overtuigt Koenraad om medelijden te tonen met de burgers van de stad. Koenraad vertrekt naar Bourgondië, waar hij Kerstmis viert met zijn familie. De Lombardische edelen beëindigen hun opstand tegen Koenraads heerschappij.[4]
- Winter - Koning Knoet II ("de Grote") verslaat de Noors-Zweedse vloot onder bevel van koning Olaf II ("de Heilige") en koning Anund Jacob, in de monding van de rivier de Helge å in de Oostzee (waarschijnlijke datum).

### Religie
- Adelbold II, bisschop van Utrecht, krijgt het graafschap Teisterbant (huidige Neder-Betuwe).
- Eerste schriftelijke vermelding van Ingen (of Hangim) in de provincie Gelderland.

## Overleden
- 27 februari - Hendrik I, hertog van Beieren (Huis van Ardennen)
- 29 mei - Adelheid van Anjou (of Blanche), Frankisch koningin[5]
- 10 juni - Hugo I (of II), Frans edelman, deken en aartsbisschop
- 23 augustus - Richard II ("de Goede"), hertog van Normandië
- 21 september - Otto Willem (64), hertog van Bourgondië[6]
- 27 november - Adelbold II (51), bisschop van Utrecht[7]
- Frederik II, Duits edelman en hertog (waarschijnlijke datum)
- Hugo IV ("de Bruine"), Frans edelman (Huis van Lusignan)